# جگوار ایکس‌کی۱۲۰
جاگوار ایکس‌کی۱۲۰ (انگلیسی: Jaguar XK120) خودروی اسپورت موتور جلو-محور عقب است، که در فاصله سالهای ۱۹۴۸ تا ۱۹۵۴ توسط شرکت جگوار کارز تولید و عرضه می‌شد.